# Лиозненское гетто
Лио́зненское гетто — (июль 1941 — 23 февраля 1942) — еврейское гетто, место принудительного переселения евреев города Лиозно и близлежащих населённых пунктов в процессе преследования и уничтожения евреев во время оккупации территории Белоруссии войсками нацистской Германии в период Второй мировой войны.

## Оккупация Лиозно и создание гетто
В 1939 году в Лиозно насчитывалось 711 евреев — 17,3 % жителей. 17 июля 1941 года немцы захватили Лиозно, и оккупация продлилась 2 года и 3 месяца — до 10 (8) октября 1943 года. Под оккупацией остались около 600 евреев.

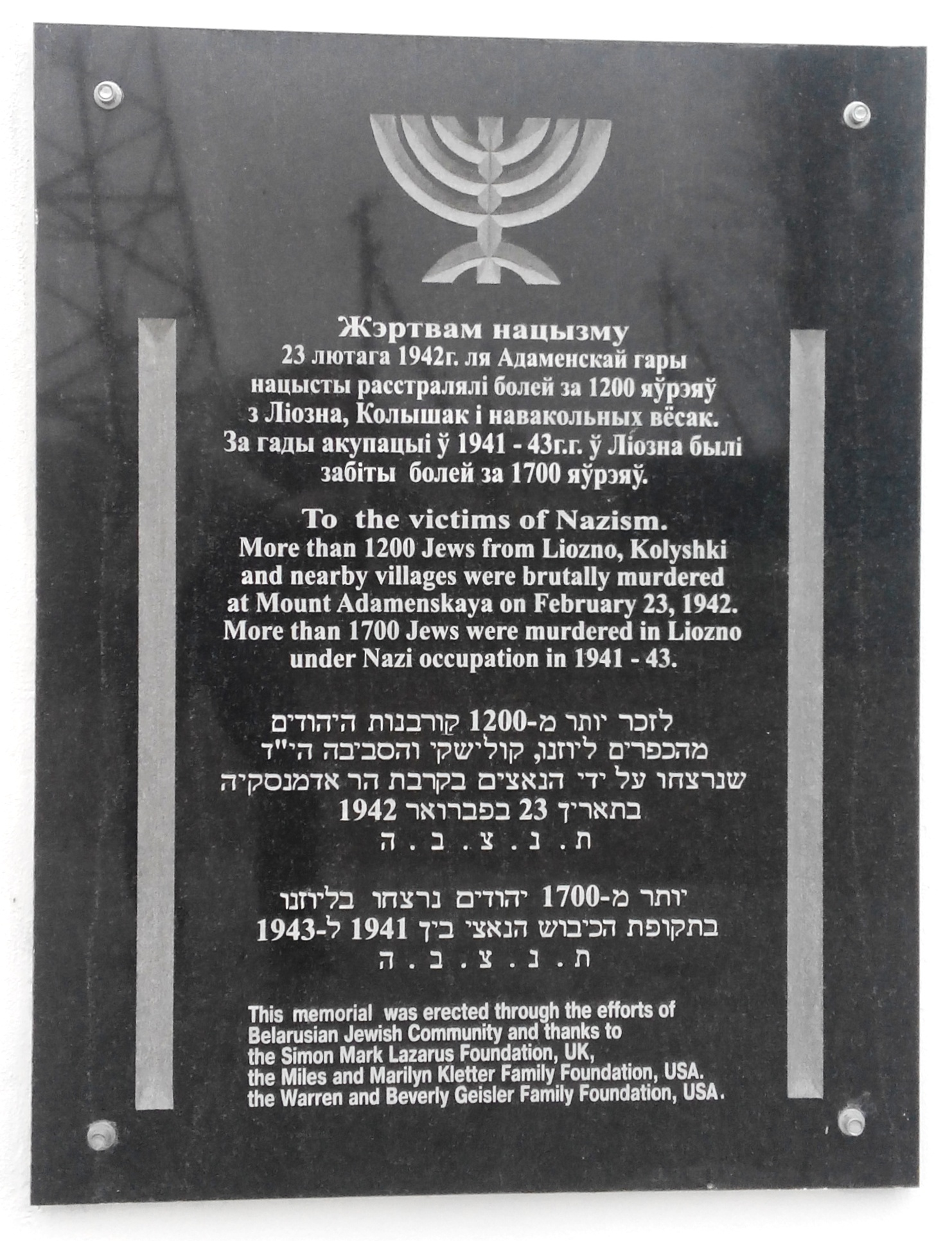
Надпись на памятнике евреям Лиозно

Уже на второй день оккупации нацисты пометили все еврейские дома, ограничили передвижение евреев и под страхом смерти запретили укрывать евреев. 
Реализуя нацистскую программу уничтожения евреев, немцы создавали гетто почти во всех городах и населённых пунктах Беларуси, где проживало еврейское население. Так и в Лиозно в июле 1941 года оккупанты организовали гетто на улице Колхозной.

## Условия в гетто
Евреев обязали носить повязку с шестиконечной звездой на одной руке и жёлтым кругом на другой, убивая всех, застигнутых без этих меток. В старое здание, бывший обувной цех, согнали сотни евреев — как местных, так и из ближних деревень — которые ежедневно умирали от голода, холода и болезней.
Каждый день мужчин гетто заставляли работать на изнуряюще тяжёлых работах без еды и оплаты. По приказу коменданта евреев периодически расстреливали или вешали, для чего в центре города установили виселицу, и сгоняли всё население на каждую казнь.
В гетто Лиозно условия были настолько невыносимыми, что дети говорили родителям: «Пусть лучше нас убьют, нет сил терпеть так хочется есть!». На место убитых и умерших от голода, холода и тифа привозили евреев из Бобруйска, Витебска, Минска и Орши.

## Уничтожение гетто
В канун еврейского Нового года Рош а-Шана, осенью 1941 года, оккупанты расстреляли 10 евреев, в том числе лиозненского раввина.
В конце 1941 года неизвестными был порван немецкий наземный телефонный провод, за что немцы «арестовали семь молодых евреев и опустили их в прорубь, потом их вытащили и опять опустили и погружали их в воду до тех пор, пока они не превратились в замершие статуи». Полицай Турков застрелил старого еврея за то, что его калоши были привязаны проволокой — якобы из того кабеля.
Среди евреев Лиозно, убитых в 1941 году, были Шагал Давид Зислевич (1886 года рождения) (двоюродный брат Марка Шагала), и его дети Ольга (1921 года рождения), Шифра (1926 года рождения), Хаим (1929 года рождения), и жена — Шагал Соня Абрамовна (1892 года рождения).
В январе 1942 года на территории Добромысленского сельсовета были расстреляны более 200 евреев.
23 (24) февраля 1942 года евреи были вывезены на берег реки Мошна (Машка), к Адаменскому рву, к подножию Золотой горки — месту отдыха жителей Лиозно. В этот день было расстреляно более 1000 (более 1500) человек. Всего на этом месте с 1941 по 1943 годы было убито более 1200 человек. В отчёте Лиозненского райисполкома от 5 марта 1944 года сказано: «Гитлеровцы уничтожили всех мирных советских граждан еврейской национальности в городском поселке Лиозно, местечках Колышки и Добромысли».

## Случаи спасения и «Праведники народов мира»
В Лиозно 5 человек были удостоены почетного звания «Праведник народов мира» от израильского мемориального института «Яд Вашем» «в знак глубочайшей признательности за помощь, оказанную еврейскому народу в годы Второй мировой войны».
- Дехтерёва Феодосия — за спасение Чернякова Бориса[23].
- Виноградова Юлиана и Савельева (Виноградова) Ираида — за спасение Полины Смородина[24].
- Муравьева Людмила и Муравьева Ксения — за спасение Злотниковой Мины, её дочери Ройтштейн Марии и Злотниковой Муси.

Кто-то хвастался, что ходил в Лиозно на место расстрела, чтобы мародёрствовать, а назначенный немцами бургомистр города местный немец Лямпрехт старался по возможности спасать евреев, предупреждая их об очередной облаве, хотя подвергался за это смертельной опасности. При отступлении нацисты предложили Лямпрехту уйти вместе с ними, чтобы он не попал в руки Красной армии, но он остался и был вместе с женой расстрелян местными полицейскими.

## Память
В материалах ЧГК зафиксировано, что в Лиозно были расстреляны 1717 евреев, а в поимённых списках Лиозненского музея числится 235 фамилий.
В 1982 году на восточной окраине посёлка на берегу реки Мошна на могиле погибших в Холокосте лиозненских евреев был установлен мемориальный камень.